# Prismă dodecagonală
În geometrie prisma dodecagonală este o prismă cu baza dodecagonală. Are 14 fețe, 36 de laturi și 24 de vârfuri. Deoarece are 14 fețe, în principiu este un tetradecaedru.
Prisma dodecagonală uniformă are indicele de poliedru uniform U76j.

## Ca poliedru semiregulat (sau uniform)
Dacă fețele sunt toate regulate, prisma dodecagonală este un poliedru semiregulat, mai general, un poliedru uniform, fiind a zecea într-un set infinit de prisme formate din fețe laterale pătrate și două baze poligoane regulate. Poate fi văzută ca un hosoedru dodecagonal trunchiat, reprezentat de simbolul Schläfli t{2,12}. Alternativ, poate fi văzută ca produsul cartezian al unui dodecagon regulat și al unui segment, și reprezentat prin produsul {12}×{}. Dualul unei prisme decagonale este o bipiramidă dodecagonală.

## Simetrie
Grupul de simetrie al unei prisme dodecagonale drepte este D12h de ordinul 48. Grupul de rotație este D12 de ordinul 24.

## Formule
Ca la toate prismele, aria totală A este de două ori aria bazei (Ab) plus aria laterală, iar volumul V este produsul dintre aria bazei și înălțimea (distanța dintre planele celor două baze) h.
Pentru o prismă cu baza dodecagonală regulată cu latura a, aria A are formula:
{\displaystyle A=2\,A_{b}+12\,ah=6\cot {\frac {\pi }{12}}\,a^{2}+12\,ah\approx 22,392305\,a^{2}+12\,ah}
Pentru a = 1 și h = 1 aria este ≈ 34,392305.
Formula volumului V este:
{\displaystyle V=A_{b}h=3\cot {\frac {\pi }{12}}\,a^{2}h}
Pentru a = 1 și h = 1 volumul este ≈ 11,196152.

## Utilizări
Este folosită în construcția a doi faguri uniformi prismatici:
| · Fagure prismatic triunghiular-hexagonal · | · Fagure prismatic hexagonal trunchiat · |

Noua monedă britanică de 1 liră (£1), care a intrat în circulație în martie 2017, are forma unei prisme dodecagonale.

## Poliedre înrudite
| Familia prismelor n-gonale uniforme | Familia prismelor n-gonale uniforme | Familia prismelor n-gonale uniforme | Familia prismelor n-gonale uniforme | Familia prismelor n-gonale uniforme | Familia prismelor n-gonale uniforme | Familia prismelor n-gonale uniforme | Familia prismelor n-gonale uniforme | Familia prismelor n-gonale uniforme | Familia prismelor n-gonale uniforme | Familia prismelor n-gonale uniforme | Familia prismelor n-gonale uniforme | Familia prismelor n-gonale uniforme | Familia prismelor n-gonale uniforme |
| Denumirea prismei                   | Prismă digonală                     | Prismă triunghiulară                | Prismă tetragonală                  | Prismă pentagonală                  | Prismă hexagonală                   | Prismă heptagonală                  | Prismă octogonală                   | Prismă eneagonală                   | Prismă decagonală                   | Prismă endecagonală                 | Prismă dodecagonală                 | ...                                 | Prismă apeirogonală                 |
| ----------------------------------- | ----------------------------------- | ----------------------------------- | ----------------------------------- | ----------------------------------- | ----------------------------------- | ----------------------------------- | ----------------------------------- | ----------------------------------- | ----------------------------------- | ----------------------------------- | ----------------------------------- | ----------------------------------- | ----------------------------------- |
| Imagine                             |                                     |                                     |                                     |                                     |                                     |                                     |                                     |                                     |                                     |                                     |                                     | ...                                 |                                     |
| Pavare sferică                      |                                     |                                     |                                     |                                     |                                     |                                     |                                     |                                     |                                     |                                     |                                     | Pavare plană                        |                                     |
| Config. vârfului                    | 2.4.4                               | 3.4.4                               | 4.4.4                               | 5.4.4                               | 6.4.4                               | 7.4.4                               | 8.4.4                               | 9.4.4                               | 10.4.4                              | 11.4.4                              | 12.4.4                              | ...                                 | ∞.4.4                               |
| Diagramă Coxeter                    |                                     |                                     |                                     |                                     |                                     |                                     |                                     |                                     |                                     |                                     |                                     | ...                                 |                                     |